# Roberto Vitiello
Roberto Vitiello (Torre del Greco, 8 maggio 1983) è un allenatore di calcio ed ex calciatore italiano, di ruolo difensore, vice allenatore del Chelsea.

## Biografia
È fratello di Leandro, anch'egli calciatore. Sono originari di Santa Maria la Bruna, frazione di Torre del Greco.
Sposato con la ballerina Ilaria Castellano, ha due figlie.

## Caratteristiche tecniche
È un terzino destro con un passato da difensore centrale.

## Carriera

### Giocatore
Dopo essere cresciuto nella Scuola Calcio G.S. Rinascita di Torre del Greco (NA), arriva alle giovanili del Parma nel 1997-1998. Debutta nel calcio professionistico nel 2002 nel Cesena, disputandovi 29 partite con un gol.
Nell'estate del 2003 approda al L.R. Vicenza insieme al tecnico Giuseppe Iachini e al compagno Davide Biondini; in tre stagioni sotto i Colli Berici, sono 107 le sue presenze con 10 gol, indossando più volte la fascia di capitano della squadra vicentina, ereditata da Stefan Schwoch.
Nel luglio del 2006 viene acquistato dal Rimini; si avvicina ai play-off promozione nella 2006-2007 e 2007-2008, e scende di categoria al termine della stagione 2008-2009.
Dopo un campionato in Serie C1, il 9 giugno 2010 viene ingaggiato dal Siena di Antonio Conte con cui conquista la promozione in Serie A. Esordisce in massima serie l'11 settembre 2011, in Catania-Siena (0-0). Il 22 settembre 2011 sigla il suo primo gol in Serie A all'Olimpico contro la Roma fissando il risultato sull'1-1.
Il 7 gennaio 2014, da svincolato, si accasa al Palermo, in Serie B. Esordisce in maglia rosanero l'8 febbraio 2014 in Palermo-Padova (1-0) della 24ª giornata, entrando in campo al 93' al posto di Kyle Lafferty. Per la gara della 29ª Palermo-Brescia (2-0) gioca per la prima volta da titolare col Palermo. Il 3 maggio 2014, dopo la vittoria contro il Novara per 1-0 in trasferta, ottiene la promozione in Serie A – con annessa vittoria del campionato – con cinque giornate d'anticipo. Chiude l'annata con 9 presenze in campionato, terminando anzitempo la stagione agonistica a causa di un forte trauma contusivo con edema sottofasciale al ginocchio destro. A fine anno ottiene il premio "Memorial Vincenzo Bellavista" durante il "Gran Galà Top 11 Serie B". Nella stagione 2014-2015 gioca la prima partita da titolare il 17 gennaio 2015 in Palermo-Roma (1-1) della 19ª giornata, conquistando il posto nell'undici iniziale. Il 29 aprile seguente realizza la prima marcatura in maglia rosanero, nella gara della 33ª giornata Palermo-Torino (2-2), mentre due giornate dopo, il 10 maggio, veste per la prima volta la fascia di capitano del Palermo dopo l'uscita dal campo di Siniša Anđelković date le assenze di Édgar Barreto, Stefano Sorrentino e Paulo Dybala.
Nel luglio 2017 a Coverciano si allena con altri giocatori svincolati e inizia il corso da allenatore UEFA B che consente di allenare in Serie D.
Il 22 agosto 2017 viene ceduto dopo tre anni in Sicilia alla Ternana dove firma un contratto annuale. Il 4 settembre 2017 fa il suo esordio con la squadra umbra nel posticipo contro la Salernitana, subentrando nel secondo tempo.
Ad agosto 2018 firma un contratto biennale con la Juve Stabia. Con la maglia gialloblu, vince il campionato di Serie C e l'anno successivo torna nuovamente a giocare in Serie B. Nel campionato successivo, retrocede da capitano della Juve Stabia in Serie C. Ad agosto 2020 annuncia il ritiro dell'attività agonistica. 

### Allenatore
Da settembre entra nello staff tecnico di Giuseppe Iachini, allenatore della Fiorentina con lui a Palermo, e inizia a frequentare a Coverciano il corso UEFA A per poter allenare le prime squadre fino alla Serie C ed essere allenatori in seconda in Serie A e B.
Dal 12 luglio 2021, entra nello staff tecnico del Parma allenato da Enzo Maresca, nel ruolo di vice allenatore.

## Statistiche

### Presenze e reti nei club
| Stagione           | Squadra            | Campionato         | Campionato | Campionato | Coppe nazionali | Coppe nazionali | Coppe nazionali | Coppe continentali | Coppe continentali | Coppe continentali | Altre coppe | Altre coppe | Altre coppe | Totale | Totale |
| Stagione           | Squadra            | Comp               | Pres       | Reti       | Comp            | Pres            | Reti            | Comp               | Pres               | Reti               | Comp        | Pres        | Reti        | Pres   | Reti   |
| ------------------ | ------------------ | ------------------ | ---------- | ---------- | --------------- | --------------- | --------------- | ------------------ | ------------------ | ------------------ | ----------- | ----------- | ----------- | ------ | ------ |
| 2002-2003          | Cesena             | C1                 | 29+2       | 1          | CI-C            | 0               | 0               | -                  | -                  | -                  | -           | -           | -           | 31     | 1      |
| 2003-2004          | L.R. Vicenza       | B                  | 34         | 0          | CI              | 0               | 0               | -                  | -                  | -                  | -           | -           | -           | 34     | 0      |
| 2004-2005          | L.R. Vicenza       | B                  | 35+1       | 6          | CI              | 2               | 0               | -                  | -                  | -                  | -           | -           | -           | 38     | 6      |
| 2005-2006          | L.R. Vicenza       | B                  | 38         | 4          | CI              | 1               | 0               | -                  | -                  | -                  | -           | -           | -           | 39     | 4      |
| Totale Vicenza     | Totale Vicenza     | Totale Vicenza     | 107+1      | 10         |                 | 3               | 0               |                    | -                  | -                  |             | -           | -           | 111    | 10     |
| 2006-2007          | Rimini             | B                  | 39         | 2          | CI              | 1               | 0               | -                  | -                  | -                  | -           | -           | -           | 40     | 2      |
| 2007-2008          | Rimini             | B                  | 36         | 2          | CI              | 2               | 1               | -                  | -                  | -                  | -           | -           | -           | 38     | 3      |
| 2008-2009          | Rimini             | B                  | 25+2       | 1          | CI              | 1               | 0               | -                  | -                  | -                  | -           | -           | -           | 28     | 1      |
| 2009-2010          | Rimini             | 1D                 | 29+2       | 1          | CI+CI-LP        | 1+0             | 0               | -                  | -                  | -                  | -           | -           | -           | 32     | 1      |
| Totale Rimini      | Totale Rimini      | Totale Rimini      | 129+4      | 6          |                 | 5               | 1               |                    | -                  | -                  |             | -           | -           | 138    | 7      |
| 2010-2011          | Siena              | B                  | 37         | 0          | CI              | 1               | 0               | -                  | -                  | -                  | -           | -           | -           | 38     | 0      |
| 2011-2012          | Siena              | A                  | 33         | 1          | CI              | 1               | 0               | -                  | -                  | -                  | -           | -           | -           | 34     | 1      |
| 2012-2013          | Siena              | A                  | 2          | 0          | CI              | 0               | 0               | -                  | -                  | -                  | -           | -           | -           | 2      | 0      |
| Totale Siena       | Totale Siena       | Totale Siena       | 72         | 1          |                 | 2               | 0               |                    | -                  | -                  |             | -           | -           | 74     | 1      |
| gen.-giu. 2014     | Palermo            | B                  | 9          | 0          | CI              | -               | -               |                    |                    |                    | -           | -           | -           | 9      | 0      |
| 2014-2015          | Palermo            | A                  | 19         | 1          | CI              | 0               | 0               | -                  | -                  | -                  | -           | -           | -           | 19     | 1      |
| 2015-2016          | Palermo            | A                  | 10         | 0          | CI              | 1               | 0               | -                  | -                  | -                  | -           | -           | -           | 11     | 0      |
| 2016-2017          | Palermo            | A                  | 5          | 0          | CI              | 2               | 0               | -                  | -                  | -                  | -           | -           | -           | 7      | 0      |
| Totale Palermo     | Totale Palermo     | Totale Palermo     | 43         | 1          |                 | 3               | 0               |                    | -                  | -                  |             | -           | -           | 46     | 1      |
| ago. 2017-2018     | Ternana            | B                  | 27         | 0          | CI              | 0               | 0               | -                  | -                  | -                  | -           | -           | -           | 27     | 0      |
| Totale Ternana     | Totale Ternana     | Totale Ternana     | 27         | 0          |                 | 0               | 0               |                    | -                  | -                  |             | -           | -           | 27     | 0      |
| 2018-2019          | Juve Stabia        | C                  | 30         | 2          | CI-C            | 0               | 0               | -                  | -                  | -                  | -           | -           | -           | 30     | 2      |
| 2019-2020          | Juve Stabia        | B                  | 32         | 0          | CI              | 0               | 0               | -                  | -                  | -                  | -           | -           | -           | 32     | 0      |
| Totale Juve Stabia | Totale Juve Stabia | Totale Juve Stabia | 62         | 2          |                 | 0               | 0               |                    | -                  | -                  |             | -           | -           | 62     | 2      |
| Totale carriera    | Totale carriera    | Totale carriera    | 469+7      | 21         |                 | 13              | 1               |                    | -                  | -                  |             | -           | -           | 489    | 22     |

## Palmarès

### Club

#### Competizioni nazionali
- Campionato italiano di Serie B: 2

Siena: 2010-2011
Palermo: 2013-2014
- Serie C: 1

Juve Stabia: 2018-2019 (girone C)